# Liste des bateaux français protégés au titre des monuments historiques
Ne doit pas être confondu avec Bateau d'intérêt patrimonial.
Cette liste des bateaux français protégés au titre des monuments historiques recense les bateaux de pêche, bateaux de plaisance, bateaux de service, bateaux de charge, bateaux à passagers, bateau de combat, bateau scientifique, bateau-feu et équipement public flottant maritimes et fluviaux.
Longtemps soumis aux dispositions de la loi du 31 décembre 1913. Cette loi a été abrogée et codifiée au code du patrimoine, mais l'abrogation est différée jusqu'à la parution de la partie réglementaire du code. Le classement et l'inscription sont désormais régis par le titre II du livre VI du code du patrimoine et par un décret de 2007.

## Patrimoine maritime
Ces tableaux, initiés selon l'inventaire de 2007 et non exhaustifs de l'état actuel, s'enrichissent des nouveaux classements émis depuis.
Le patrimoine maritime inscrit ou classé est de 158 bateaux en février 2022.

### Bateaux de pêche
| Nom                          | Catégorie                         | Type                                                      | Mise en service | Classé en | Lieu                                                 | Ville                     | Région             | Base Palissy         | Remarques                                          | Photo |
| ---------------------------- | --------------------------------- | --------------------------------------------------------- | --------------- | --------- | ---------------------------------------------------- | ------------------------- | ------------------ | -------------------- | -------------------------------------------------- | ----- |
| Aïrosa                       | Navire de pêche                   | Thonier-sardinier ligneur                                 | 1953            | 2002      |                                                      | Saint-Jean-de-Luz         | Nouvelle-Aquitaine | Notice no PM64000744 |                                                    |       |
| Amphitrite                   | Navire de pêche                   | sloop-ostréicole                                          | 1927            | 2012      |                                                      | La Flotte                 | Nouvelle-Aquitaine | Notice no PM17000861 | Propriété privée                                   |       |
| Angoumois                    | Navire de pêche                   | chalutier de pêche arrière                                | 1969            | 1993      | Musée maritime de La Rochelle                        | La Rochelle               | Nouvelle-Aquitaine | Notice no PM17000643 |                                                    |       |
| Argo                         | Navire de pêche caseyeur-fileyeur | sloop à cul-de-poule coureauleur                          | 1909            | 1993      |                                                      | Saint-Georges-d'Oléron    | Nouvelle-Aquitaine | Notice no PM17000640 |                                                    |       |
| Bergère de Domrémy           | Navire de pêche                   | sloop coquillier                                          | 1936            | 1983      |                                                      | L'Hôpital-Camfrout        | Bretagne           | Notice no PM29000073 | Association An Test                                |       |
| Brise                        | Navire de pêche                   | Chaloupe cotre                                            | 1921            | 1992      |                                                      | Courseulles-sur-Mer       | Normandie          | Notice no PM14001117 |                                                    |       |
| Charles de Foucauld          | Navire de pêche                   | Chalutier thonier                                         | 1957            | 1984      | exposé sur terre-plein du chantier naval ex-Leprêtre | Étaples                   | Hauts-de-France    | Notice no PM62000647 |                                                    |       |
| Corbeau des mers             | Navire de pêche                   | sloop caseyeur                                            | 1931            | 1991      | Port-Anna en Séné                                    | Vannes                    | Bretagne           | Notice no PM56001389 | A participé à l'appel du 18 juin 1940              |       |
| Côte d'Albâtre               | Navire de pêche                   | Vaquelotte thonier                                        | 1953            | 1998      |                                                      | Dieppe                    | Normandie          | Notice no PM76003143 | Cotre Bourcet-Malet, Ville de Dieppe               |       |
| Général Leclerc              | Navire de pêche                   | sloop coquillier                                          | 1948            | 2005      |                                                      | Plougastel-Daoulas        | Bretagne           | Notice no PM29002192 | Association Lenn Vor                               |       |
| Général Leclerc ex Excalibur | Navire de pêche                   | sloop mytilicole                                          | 1949            | 1993      |                                                      | La Flotte-en-Ré           | Nouvelle-Aquitaine | Notice no PM17000641 |                                                    |       |
| Germaine                     | Navire de pêche                   | cotre maquereautier                                       | 1912            | 1987      |                                                      | Saint-Malo                | Bretagne           | Notice no PM35000610 |                                                    |       |
| Grandcopaise                 | Navire de pêche                   | barque chalutière de type cordier                         | 1949            | 1993      |                                                      | Grandcamp-Maisy           | Normandie          | Notice no PM14001328 | Association des vieux gréements Torbouai du Bessin |       |
| Hope                         | Navire de pêche                   | caseyeur                                                  | 1942            | 1998      |                                                      | Saint-Gilles-Croix-de-Vie | Pays de la Loire   | Notice no PM85000470 | Association Suroit                                 |       |
| Jacques-Louise               | Navire de pêche                   | chalutier classique                                       | 1959            | 1996      |                                                      | Cherbourg                 | Normandie          | Notice no PM50001596 | Propriété ville de Cherbourg depuis 2021           |       |
| Joujou à Pépé                | Navire de pêche                   | cotre caseyeur                                            | 1924            | 1994      |                                                      | Saint-Georges-d'Oléron    | Nouvelle-Aquitaine | Notice no PM17000647 |                                                    |       |
| Kifanlo                      | Navire de pêche                   | chalutier-thonier                                         | 1955            | 1984      | Assoc. O.C.E.A.M.                                    | Les Sables-d'Olonne       | Pays de la Loire   | Notice no PM85000286 |                                                    |       |
| Laisse-les dire              | Navire de pêche                   | sloop ostréicole                                          | 1930            | 1993      |                                                      | La Flotte-en-Ré           | Nouvelle-Aquitaine | Notice no PM17000644 |                                                    |       |
| Les Trois Frères             | Navire de pêche                   | Sinago                                                    | 1943            | 1983      |                                                      | Vannes                    | Bretagne           | Notice no PM56001373 | Association Les Amis du Sinagot                    |       |
| Manuel Joël                  | Navire de pêche                   | chalutier de pêche latérale                               | 1954            | 1994      | Musée maritime de La Rochelle                        | La Rochelle               | Nouvelle-Aquitaine | Notice no PM17000604 |                                                    |       |
| Marie-Louise                 | barque de pêche                   | barquette marseillaise (dite sur gabarit de saint Joseph) | 1899            | 1999      | Port de L'Estaque                                    | Marseille                 | PACA               | Notice no PM13001525 |                                                    |       |
| Marie-Madeleine              | Navire de pêche                   | cotre à tapecul                                           | 1934            | 1984      |                                                      | Saint-Vaast-la-Hougue     | Normandie          | Notice no PM14000280 | Cordier du Cotentin                                |       |
| Notre-Dame de Consolation    | Navire de pêche                   | barque catalane (sardinale à voile latine)                | 1913            | 1992      |                                                      | Port-Vendres              | Occitanie          | Notice no PM66001140 |                                                    |       |
| Notre-Dame de la Clarté      | Navire de pêche                   | sloop mytilicole                                          | 1955            | 2012      |                                                      | Le Château-d'Oléron       | Nouvelle-Aquitaine | Notice no PM17000862 |                                                    |       |
| Patchiku                     | Navire de pêche                   | sardinier-thonier ligneur                                 | 1959            | 2010      |                                                      | Saint-Jean-de-Luz         | Nouvelle-Aquitaine | Notice no PM64000743 |                                                    |       |
| Red Ar Mor                   | Navire de pêche                   | sloop caseyeur                                            | 1942            | 2005      | Port de Tréboul                                      | Douarnenez                | Bretagne           | Notice no PM29002190 |                                                    |       |
| Reine des Flots              | Navire de pêche caseyeur          | vaquelotte                                                | 1927            | 1996      |                                                      | Saint-Vaast-la-Hougue     | Normandie          | Notice no PM14001170 | Association Verguillon de Cherbourg                |       |
| Rigel                        | Navire de pêche                   | cotre maquereautier                                       | 1945            | 1992      |                                                      | Binic                     | Bretagne           | Notice no PM35000824 | Association l'Etoile de Binic                      |       |
| Saint Guénolé                | Navire de pêche                   | sloop coquillier                                          | 1948            | 1993      |                                                      | Plougastel-Daoulas        | Bretagne           | Notice no PM22001570 |                                                    |       |
| Sainte Anne                  | barque de pêche                   | pointu (lignes et filets)                                 | 1955            | 1994      | Vieux-Port                                           | Marseille                 | PACA               | Notice no PM13001212 |                                                    |       |
| Sainte-Élisabeth             | Navire de pêche                   | barque bastiaise (pistellu)                               | 1911            | 2002      |                                                      | Bastia                    | Corse              | Notice no PM2B000730 |                                                    |       |
| Sainte-Bernadette            | Navire de pêche                   | Chaloupe crevettière                                      | 1926            | 1992      | Bassin du Vieux Port                                 | Honfleur                  | Normandie          | Notice no PM14000893 |                                                    |       |
| Sainte Denise Louise         | Navire de pêche                   | Dundee pontée                                             | 1935            | 1992      |                                                      | Villeneuve-d'Ascq         | Hauts-de-France    | Notice no PM59001581 | Épave dans arrière port de Dunkerque               |       |
| Saint-Pierre                 | Navire de pêche                   | barque catalane voile latine                              | 1909            | 2010      |                                                      | Palavas-les-Flots         | Occitanie          | Notice no PM34002362 |                                                    |       |
| Va pas trop vite             | Navire de pêche                   | cotre caseyeur                                            | 1935            | 1993      |                                                      | Saint-Nazaire             | Pays de la Loire   | Notice no PM44000814 |                                                    |       |
| Vieux Copain, ex Oronsay     | Navire de pêche                   | cotre à tapecul                                           | 1940            | 1986      |                                                      | Cherbourg                 | Normandie          | Notice no PM22001643 | chalutier-thonier                                  |       |

### Bateaux de plaisance
| Nom                                 | Catégorie                                  | Type                                           | Mise en service | Classé en | Lieu                                     | Ville                     | Région             | Base Palissy         | Remarques                                                      | Photo              |
| ----------------------------------- | ------------------------------------------ | ---------------------------------------------- | --------------- | --------- | ---------------------------------------- | ------------------------- | ------------------ | -------------------- | -------------------------------------------------------------- | ------------------ |
| Aile VI                             | Bateau de plaisance                        | voilier type 8 mètres, Jauge internationale    | 1926            | 1991      | Cercle de la Voile du Bois de la Chaize  | Noirmoutier-en-l'Île      | Pays de la Loire   | Notice no PM17000591 | Bateau champion olympique de 1928                              |                    |
| Bel Espoir II                       | Bateau de plaisance                        | goélette à trois mâts                          | 1944            | 1993      |                                          | Brest                     | Bretagne           | Notice no PM29001448 | Association Les Amis de Jeudi Dimanche                         |                    |
| Cheers                              | Bateau de plaisance compétition OSTAR 1968 | prao atlantique                                | 1967            | 2001      |                                          | Port-Saint-Louis-du-Rhône | PACA               | Notice no PM13001527 |                                                                |                    |
| Clymène                             | Bateau de plaisance                        | voilier type 12 mètres, jauge internationale   | 1924            | 1991      |                                          | Bandol                    | PACA               | Notice no PM83000727 |                                                                |                    |
| Damien                              | Bateau de plaisance                        | voilier monocoque                              | 1968            | 2002      |                                          | La Rochelle               | Nouvelle-Aquitaine | Notice no PM17000799 |                                                                |                    |
| Danycan                             | Bateau de plaisance                        | sloop bermudien bateau de compétition          | 1949            | 2011      |                                          | Crozon                    | Bretagne           | Notice no PM29003001 |                                                                |                    |
| Elfe                                | Bateau de plaisance                        | voilier type 6 mètres, Jauge internationale    | 1931            | 2004      | Cercle de la Voile du Bois de la Chaize  | Noirmoutier-en-l'Île      | Pays de la Loire   | Notice no PM85000472 |                                                                |                    |
| Escapade                            | Bateau de plaisance                        | goélette                                       | 1928            | 1991      |                                          | Port-Louis                | Bretagne           | Notice no PM83000726 |                                                                |                    |
| Espoir                              | Bateau de plaisance                        | dundee bateau-pilote                           | 1939            | 1993      |                                          | La Trinité-sur-Mer        | Bretagne           | Notice no PM17000649 |                                                                |                    |
| Esterel                             | Bateau de plaisance compétition            | voilier de type 8 mètres, jauge internationale | 1912            | 1992      |                                          | Marseille                 | PACA               | Notice no PM13001213 |                                                                |                    |
| Farewell                            | Yacht                                      | croisière et compétition                       | 1944            | 2005      |                                          | Nantes                    | Pays de la Loire   | Notice no PM44000874 |                                                                |                    |
| France 1                            | Bateau de plaisance                        | voilier 12 mètres jauge internationale         | 1970            | 1992      |                                          | Bordeaux                  | Nouvelle-Aquitaine | Notice no PM29001499 | Coupe de l'America 1970, 1974, 1977, basé à Hyères depuis 2018 | Le France en 2015. |
| Gilliatt V                          | Bateau de plaisance                        | voilier de compétition (plan Cornu)            | 1954            | 2011      |                                          | Plougastel-Daoulas        | Bretagne           | Notice no PM29003000 |                                                                |                    |
| Goon                                | Bateau de plaisance                        | yole de promenade à 2 rameurs                  | 1890            | 1997      |                                          | Douarnenez                | Bretagne           | Notice no PM29001713 |                                                                |                    |
| IF                                  | Bateau de plaisance                        | cotre bermudien                                | 1947            | 2007      | Club nautique de la Marine               | Toulon                    | PACA               | Notice no PM83001469 | propriété privée                                               |                    |
| Joe III                             | Yacht                                      | cotre norvégien                                | 1911            | 1995      |                                          | Caen                      | Normandie          | Notice no PM14001132 |                                                                |                    |
| Joshua                              | Bateau de plaisance                        | ketch                                          | 1962            | 1993      | Slipway du Musée maritime de La Rochelle | La Rochelle               | Nouvelle-Aquitaine | Notice no PM17000642 |                                                                |                    |
| Khayyam                             | Bateau de plaisance                        | ketch                                          | 1939            | 1995      | Slipway de La Rochelle                   | La Rochelle               | Nouvelle-Aquitaine | Notice no PM56001439 |                                                                |                    |
| Kotick                              | Bateau de plaisance                        | cotre de Carantec                              | 1931            | 2001      |                                          | Ploumanac'h               | Bretagne           | Notice no PM22002073 | Association Ar Jentilez                                        |                    |
| Kurun                               | Bateau de plaisance                        | cotre norvégien                                | 1948            | 1993      |                                          | Le Croisic                | Pays de la Loire   | Notice no PM44000813 |                                                                |                    |
| Lady Maud                           | Bateau de plaisance                        | cotre                                          | 1907            | 1992      |                                          | La Trinité-sur-Mer        | Bretagne           | Notice no PM56001433 | propriété de Gérard d'Aboville                                 |                    |
| L'Inconstant                        | Bateau de plaisance                        | sloop à dérives                                | 1936            | 2006      |                                          | La Teste-de-Buch          | Nouvelle-Aquitaine | Notice no PM33001116 |                                                                |                    |
| Lulu ex Gunga-Din                   | Yacht                                      | type cotre aurique                             | 1899            | 1993      |                                          | Sanary-sur-mer            | PACA               | Notice no PM56001432 | anciennement Gunga-Din à Lorient                               |                    |
| Mabrouka                            | Bateau de plaisance                        | yacht à moteur                                 | 1926            | 1993      |                                          | Menton                    | PACA               | Notice no PM06001447 |                                                                |                    |
| Mimosa III, ex Scoffer, ex Windrush | Yacht                                      | sloop de compétition                           | 1904            | 1992      |                                          | Six-Fours-les-Plages      | PACA               | Notice no PM83000792 |                                                                |                    |
| Minahouet II                        | Bateau de plaisance                        | cotre à tape-cul                               | 1912            | 2010      |                                          | Pont-Aven                 | Bretagne           | Notice no PM2900294  |                                                                |                    |
| Myrtil                              | Bateau de plaisance                        | canot (annexe à rames et voile)                | 1899            | 2001      |                                          | Bordeaux                  | Nouvelle-Aquitaine | Notice no PM33001098 | annexe du yacht du même nom                                    |                    |
| Océan                               | Bateau de plaisance                        | canot de type "océan"                          | 1855            | 2018      |                                          | La Trinité/mer            | Bretagne           | Notice no PM56006359 |                                                                |                    |
| Oiseau de Feu                       | Bateau de plaisance                        | ketch                                          | 1937            | 1992      |                                          | Auray                     | Bretagne           | Notice no PM56001434 | actuellement à Cannes                                          |                    |
| Pen Duick                           | Bateau de plaisance                        | sloop bermudien                                | 1898            | 2016      |                                          | Lorient                   | Bretagne           | Notice no IM56008938 | 1er bateau d'Éric Tabarly                                      |                    |
| Pen Duick II                        | Bateau de plaisance                        | ketch                                          | 1964            | 2024      |                                          | Lorient                   | Bretagne           | Notice no PM56009240 | 2e bateau d'Éric Tabarly                                       |                    |
| Pen Duick III                       | Bateau de plaisance                        | goélette                                       | 1966            | 2024      |                                          | Lorient                   | Bretagne           | Notice no PM56009241 | Bateau d'Éric Tabarly                                          |                    |
| Pen Duick VI                        | Bateau de plaisance                        | goélette                                       | 1973            | 2024      |                                          | Lorient                   | Bretagne           | Notice no PM56009242 | Bateau d'Éric Tabarly                                          |                    |
| Rose Noire II                       | Bateau de plaisance                        | yawl bermudien (course croisière)              | 1964            | 2000      |                                          | Saint-Gilles-Croix-de-Vie | Pays de la Loire   | Notice no PM33001095 | membre YCC de La Rochelle                                      |                    |
| Saint-Jean                          | Bateau de plaisance                        | sloop                                          | 1939            | 2005      |                                          | Plougastel-Daoulas        | Bretagne           | Notice no PM29002193 |                                                                |                    |
| Sereine                             | Bateau de plaisance                        | cotre bermudien                                | 1951            | 2001      |                                          | Concarneau                | Bretagne           | Notice no PM29001933 | Les Glénans                                                    |                    |
| Sheena                              | Yacht                                      | sloop des Bermudes                             | 1916            | 2002      | Bassin du Vieux Port                     | Honfleur                  | Normandie          | Notice no PM14001173 | Association Amérami                                            |                    |
| Sinbad                              | Yacht                                      | cotre bermudien                                | 1950            | 1999      | Slipway du Musée maritime de La Rochelle | La Rochelle               | Nouvelle-Aquitaine | Notice no PM17000797 | Membre YCC de La Rochelle                                      |                    |
| Vert Galant                         | Bateau de plaisance                        | voilier type 6 mètres, jauge internationale    | 1934            | 1993      | Cercle de la Voile du Bois de la Chaize  | Noirmoutier-en-l'Île      | Pays de la Loire   | Notice no PM35000823 |                                                                |                    |
| Viken                               | Bateau de plaisance                        | cotre bermudien                                | 1939            | 1999      |                                          | La Forêt-Fouesnant        | Bretagne           | Notice no PM29001714 |                                                                |                    |
| Viola                               | Yacht                                      | cotre aurique                                  | 1908            | 1993      |                                          | Ile d'Yeu                 | Pays de la Loire   | Notice no PM22001569 |                                                                |                    |
| Winibelle II                        | Bateau de plaisance                        | cotre aurique                                  | 1933            | 1984      | îles Chausey                             | Granville                 | Normandie          | Notice no PM35000609 | Propriété privée                                               |                    |

### Bateaux de service, charge et autres
| Nom                                        | Catégorie               | Type                                          | Mise en service | Classé en | Lieu                                                         | Ville                  | Région             | Base Palissy         | Remarques                                                                               | Photo |
| ------------------------------------------ | ----------------------- | --------------------------------------------- | --------------- | --------- | ------------------------------------------------------------ | ---------------------- | ------------------ | -------------------- | --------------------------------------------------------------------------------------- | ----- |
| A.B.1                                      | Navire à passagers      | vedette                                       | 1937            | 1993      |                                                              | Saint-Malo             | Bretagne           | Notice no PM35000825 | Bateau transbordeur sans cabine                                                         |       |
| Alose                                      | Sous-marin              | classe Naïade                                 | 1907            | 2008      |                                                              | Marseille              | PACA               | Notice no PM13001736 |                                                                                         |       |
| Ar Zenith                                  | Navire de charge        | dundee                                        | 1939            | 1999      | môle de l'ancien arsenal de Saint-Servan                     | Saint-Malo             | Bretagne           | Notice no PM35000987 | Association APPEL-Ar Zenith                                                             |       |
| Argonaute                                  | Sous-marin              | classe Aréthuse                               | 1958            | 2018      | Cité des sciences et de l'industrie de la Villette           | Paris                  | Île-de-France      | Notice no PM75004426 |                                                                                         |       |
| Audiernais                                 | Navire de charge        | gabare                                        | 1936            | 1988      |                                                              | Pauillac               | Nouvelle-Aquitaine | Notice no PM17000355 | Retour en Bretagne                                                                      |       |
| Belem                                      | Navire-école            | trois-mâts barque                             | 1896            | 1984      |                                                              | Nantes                 | Pays de la Loire   | Notice no PM44000353 |                                                                                         |       |
| Benoît-Champy                              | Canot de sauvetage      | à voile et avirons                            | 1887            | 1992      | Dans son abri d'origine classé également monument historique | Cayeux-sur-Mer         | Hauts-de-France    | Notice no PM80000678 | Visible durant la saison estivale                                                       |       |
| Clapotis                                   | Navire de service       | sloop baliseur auxiliaire                     | 1920            | 2000      | Slipway de La Rochelle ou Boyardville                        | Saint-Pierre-d'Oléron  | Nouvelle-Aquitaine | Notice no PM17000798 |                                                                                         |       |
| Déhel                                      | Bateau pilote           | Cotre aurique type cotre-pilote de Ouistreham | 1931            | 1986      |                                                              | Caen                   | Normandie          | Notice no PM14000387 | Assoc. des amis du Musée de la mer pour l'Atlantique                                    |       |
| Deux Frères                                | Navire de charge        | gabare de Bègles                              | 1892-93         | 1992      |                                                              | Le Tourne              | Nouvelle-Aquitaine | Notice no PM33001022 |                                                                                         |       |
| Duchesse Anne                              | Navire-école            | Trois-mâts carré                              | 1901            | 1982      | Musée portuaire de Dunkerque                                 | Dunkerque              | Hauts-de-France    | Notice no PM59000517 | 1er bateau classé avec le Mad-Atao                                                      |       |
| Fée de l'Aulne                             | Navire de charge        | gabare sablier                                | 1958            | 2002      |                                                              | Paimpol                | Bretagne           | Notice no PM22002074 | Association Fée de l'Aulne, Fée des Îles                                                |       |
| Fleur de Lampaul                           | Navire de charge gabare | dundee                                        | 1948            | 1987      |                                                              | Saint-Vaast-la-Hougue  | Bretagne           | Notice no PM85000236 | Sujet de plusieurs séries documentaires. Un temps détenu par la Fondation Nicolas-Hulot |       |
| Fleur de Mai                               | Navire de charge        | gabare                                        | 1948            | 1991      |                                                              | Saint-Malo             | Bretagne           | Notice no PM59001672 |                                                                                         |       |
| France I                                   | Navire scientifique     | frégate                                       | 1959            | 2004      | Musée maritime de La Rochelle                                | La Rochelle            | Nouvelle-Aquitaine | Notice no PM17000800 |                                                                                         |       |
| Juanita II                                 | Navire à passagers      | sloop aurique                                 | 1916            | 1999      |                                                              | Arcachon               | Nouvelle-Aquitaine | Notice no PM33001094 |                                                                                         |       |
| La Brix                                    | Canot de sauvetage      | Chaloupe                                      | 1921            | 1992      |                                                              | Courseulles-sur-Mer    | Normandie          | Notice no PM14001175 |                                                                                         |       |
| La Horaine                                 | Bateau-phare            | Bateau de service (Phares et Balises)         | 1957            | 2018      |                                                              | Paimpol                | Bretagne           | Notice no PM22005331 |                                                                                         |       |
| Le Havre III                               | Bateau-phare            | Bateau de service (Phares et Balises)         | 1935            | 2017      | Quai Renaud                                                  | Le Havre               | Normandie          | Notice no PM76006196 |                                                                                         |       |
| Louise-Catherine                           | Transport fluvial       | Chaland                                       | 1915            | 2008      | Quai d'Austerlitz                                            | Paris                  | Île-de-France      | Notice no PM75004196 | A servi d'asile pour l'Armée du salut                                                   |       |
| Maillé-Brézé                               | Navire de guerre        | escorteur d'escadre                           | 1957            | 1991      | Musée naval Maillé-Brézé                                     | Nantes                 | Pays de la Loire   | Notice no PM44000601 |                                                                                         |       |
| Marie-Fernand                              | Bateau pilote           | Cotre                                         | 1894            | 1986      |                                                              | Le Havre               | Normandie          | Notice no IM76004129 | Association de l'Hirondelle de la Manche                                                |       |
| Martroger III                              | Navire de service       | Baliseur                                      | 1933            | 1993      |                                                              | Noirmoutier-en-l'Île   | Pays de la Loire   | Notice no PM85000401 | Assoc. Les Amis du Martroger                                                            |       |
| Notre Dame de Rumengol                     | Navire de charge        | gabare caboteur                               | 1949            | 1991      |                                                              | L'Hôpital-Camfrout     | Bretagne           | Notice no PM29001275 | Association An Test                                                                     |       |
| Papa Poydenot                              | Canot de sauvetage      | à voiles et à avirons                         | 1901            | 1992      |                                                              | Penmarc'h              | Bretagne           | Notice no PM29001626 |                                                                                         |       |
| Patron Émile Daniel                        | canot de sauvetage      |                                               | 1962            | 2016      |                                                              | Étel                   | Bretagne           | Notice no IM56006268 |                                                                                         |       |
| Patron François Morin                      | canot de sauvetage      |                                               | 1959            | 2010      |                                                              | Ouessant               | Bretagne           | Notice no PM29002976 |                                                                                         |       |
| Principat de Catalunya ex Miguel Caldentey | Navire de charge        | goélette                                      | 1913            | 1988      |                                                              | Port-Vendres           | Occitanie          | Notice no PM66000165 | actuellement en restauration au CPIE du Narbonnais                                      |       |
| Saint-Gilles                               | Navire de service       | remorqueur portuaire                          | 1958            | 1995      | Musée maritime de La Rochelle                                | La Rochelle            | Nouvelle-Aquitaine | Notice no PM17000788 | En fin de restauration                                                                  |       |
| Sandettié (BF6), ex Dyck                   | Bateau-feu              | Bateau de service (Phares et Balises)         | 1948            | 1997      | Musée portuaire de Dunkerque                                 | Dunkerque              | Hauts-de-France    | Notice no PM59001680 |                                                                                         |       |
| Somme II                                   | Navire de services      | Baliseur                                      | 1950            | 2000      |                                                              | Saint-Valery-sur-Somme | Hauts-de-France    | Notice no PM80002017 | Association Somme II Restauration à Lorient                                             |       |
| T.D.6                                      | Navire de service       | drague à godets                               | 1906            | 1992      | Musée maritime de La Rochelle                                | La Rochelle            | Nouvelle-Aquitaine | Notice no PM17000639 |                                                                                         |       |
| Yvon Salaün                                | Canot de sauvetage      |                                               | 1955            | 2016      | Port de Morlaix                                              | Baie de Morlaix        | Bretagne           | Notice no PM29004844 | Association pour la conservation des anciens canots de sauvetage                        |       |

## Patrimoine fluvial
Le patrimoine fluvial inscrit ou classé est de 39 bateaux en février 2022.
- Calypso, yacht à voile de 1911 (MH.1991)[11], à Nernier (Auvergne-Rhône-Alpes).
- Cap Vert, navire de charge - chaland automoteur ponté de 1928 (MH.1994)[12], à Saint-Julien-de-Concelles.
- Chantenay, bateau à passagers roquio n°10, à Nantes[13].
- Condorcet, navire de charge automoteur ponté de 1910 (MH.1994)[14], à Redon.
- Dame Périnelle, reconstitution d'un scute de Loire médiéval, à Savonnières (Indre-et-Loire)[15].
- Ernest Lemaire, yole de 1890, à la maison Fournaise à Chatou (Yvelines).
- Fanny, canot à aviron de 1913 (MH. 1997)[16], à Douarnenez.
- Fauvette, remorqueur fluvial de 1928, au musée de la batellerie (Poses) sur la Seine (Eure).
- Georges Seyler, yole de 1878, à la maison Fournaise à Chatou.
- La Taute, gabare de 1951 (Ins MH.1996)[2], à Carentan. Épave.
- Lechalas, vedette à vapeur (service des Ponts et Chaussées) de 1913 (MH.1986)[17], à Nantes.
- Le Jacques, remorqueur fluvial de 1904, à Conflans-Sainte-Honorine (Yvelines, Île-de-France)[18].
- Marie-Thérèse, barque de patron du Canal du Midi de 1855 (MH.2020)[19], à Ventenac-en-Minervois.
- Neuf-Brisach, remorqueur fluvial de 1950, à Strasbourg.
- Porc-Épic, voilier (monotype de Chatou) de 1909, Les Mureaux (Yvelines, Île-de-France).
- Rolande, chaland automoteur ponté de 1934 (MH.1996)[20], à Douai (Hauts-de-France). Péniche au gabarit Freycinet.
- Runabout Cavard, canot automobile de 1961 (MH.2000)[21], à Saint-Antonin-Noble-Val.
- Saint Julien, bateau-lavoir de 1904, à Laval (Mayenne).
- Saint Yves, bateau-lavoir de 1905, à Laval.
- Maquette du Simone II, canot à moteur de 1924 (MH.1997)[22], à Sucé-sur-Erdre.
- Suzette II, canot à moteur (1903-05), Les Ormes.
- Vétille, bateau de plaisance (régate) de 1893 (MH.1994)[23], à Nantes. Voilier de plaisance en fer galvanisé.
- Vezon, dériveur de 1887 (MH.1997)[24], à Sucé-sur-Erdre. Voilier de plaisance en fer galvanisé.
- Dériveur olympique type 470 F 12445, médaille d'or aux JO de 1988 en Corée (Pusan), chantier KD (Hollande), équipage Thierry Peponnet / Luc Pillot, restauré tel qu'en 1988, fait partie de la flottille du Club nautique d'Ablon sur Seine[25].
- Triton 25, remorqueur fluvial de 1954 (MH.2005)[26], à Conflans-Sainte-Honorine.